# Lernakert

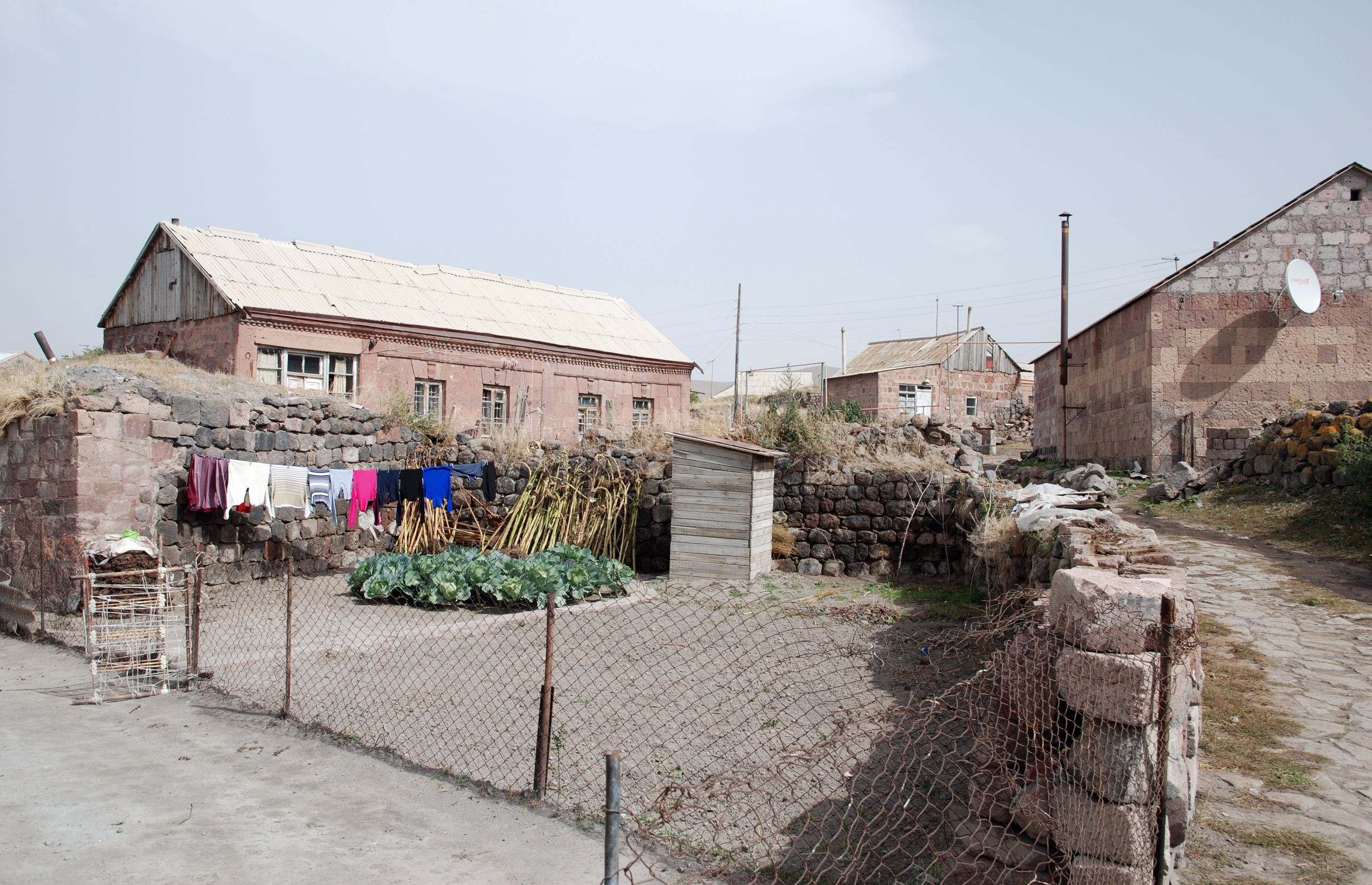
Ortsmitte

Lernakert (armenisch Լեռնակերտ), frühere Namen Schirwan (englische Umschrift Shirvan), Schirwandschuk (Shirvandzhug), ist ein von Rinderzucht geprägtes, hoch gelegenes Dorf in der nordwestarmenischen Provinz Schirak. Seine Geschichte reicht bis in frühchristliche Zeit zurück. Bemerkenswert sind mehrere alte Wohngebäude mit aufwendig gestaltetem Quadermauerwerk. In der Ortsmitte steht die am besten erhaltene Saalkirche des Landes aus dem 5. oder 6. Jahrhundert.

## Lage
Lernakert liegt auf einem baumlosen, mit Gras bewachsenen Hochland auf 2012 Metern Höhe (Schartenhöhe 1990 Meter) an den nordwestlichen Ausläufern des Berges Aragaz. Eine drei Kilometer lange, stetig aufwärts führende, asphaltierte Fahrstraße, die im Ort endet, zweigt in Pemzaschen von der Hauptstraße ab, die Maralik (an der M1 zwischen Jerewan und Gjumri) mit Artik verbindet. Ein Feldbau auf den kargen, stellenweise mit Felsbrocken durchsetzten Hügeln findet nicht statt. Die hügeligen Wiesen dienen allein der Rinderzucht, die den landwirtschaftlichen Haupterwerb der Einwohner darstellt. Einige grüne Bäume im Sommer um die Häuser zeigen, dass der Ort in einer durch Wasserreichtum begünstigten Senke an einem ansonsten trockenen Hang liegt.

## Ortsbild
Bei der Volkszählung 2001 wurden 1449 offizielle Einwohner registriert. Für Januar 2012 gibt die amtliche Statistik 1541 Einwohner an. In den durch Zäune oder Feldsteinmauern geschützten Hausgärten wird etwas Gemüseanbau (Kohl, Kartoffeln) zur Selbstversorgung betrieben. Ein großer Teil der Gebäude sind Viehställe, zwischen denen hoch aufgetürmte Heuballen als Winterfutter lagern. Im unteren, offensichtlich jüngeren Ortsteil verteilen sich Gehöfte in weiten Abständen zueinander auf freiem Feld. Hiervon unterscheidet sich der höher gelegene kompakte Ortskern, dessen von Gärten umgebene Wohnhäuser zwischen den Wirtschaftsgebäuden teilweise ungewöhnlich sorgfältig gemauert sind. Lernakert ist an das Erdgasleitungsnetz angeschlossen. 
Die Quader aus rosa Tuff bei einigen alten Häusern aus dem 18. oder 19. Jahrhundert sind sorgfältig geglättet. Gelegentlich werden die Wandecken durch Pilaster betont, die in ornamentierten Kapitellsteinen enden. Tür- und Fensterstürze, Fensterbretter und Kranzgesimse der Sichtfassaden können ebenfalls variationsreich reliefiert sein. Die schönsten Gestaltungselemente tragen jedoch die verlassenen Hausruinen.

## Kirche

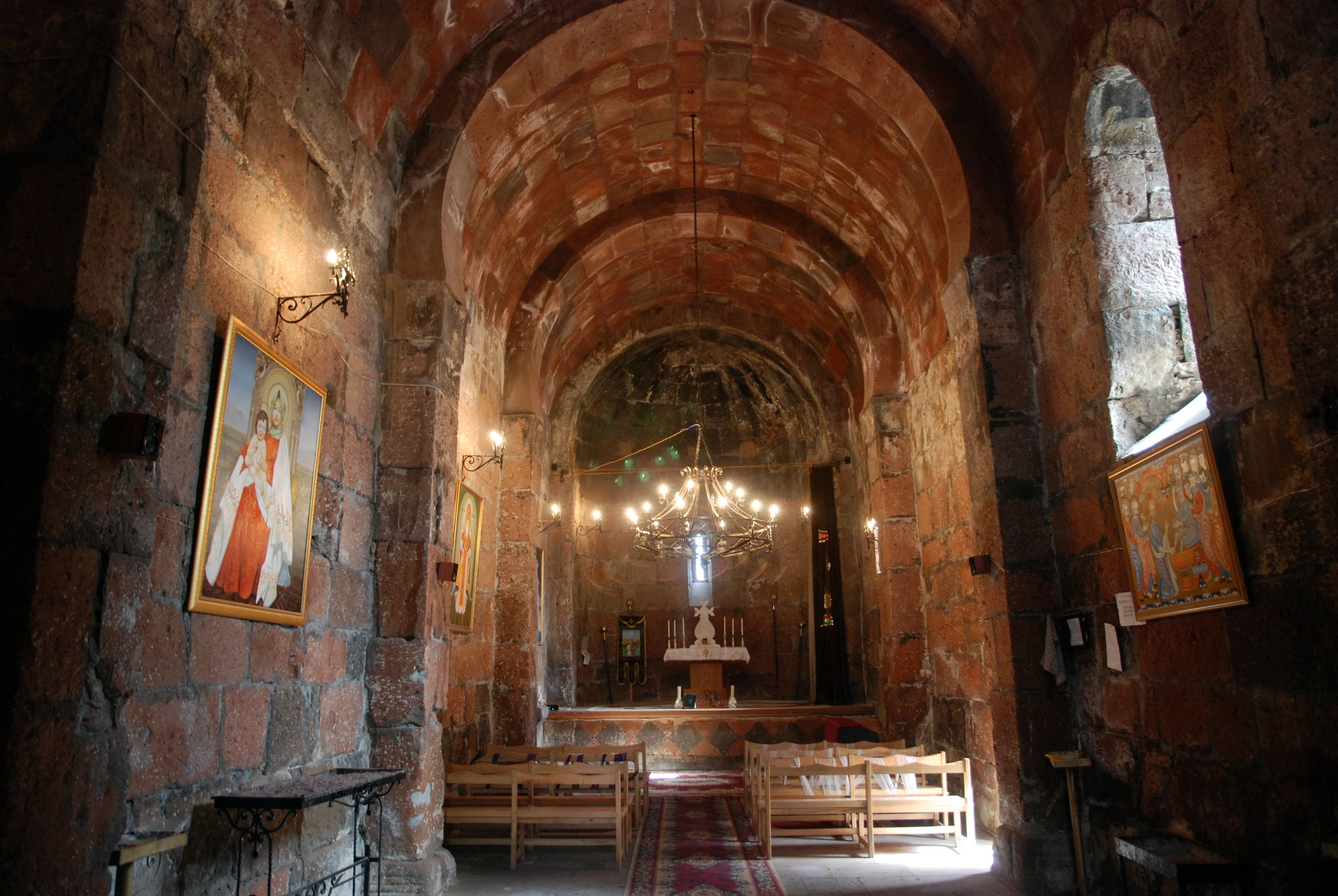
Kirchenraum und Altar

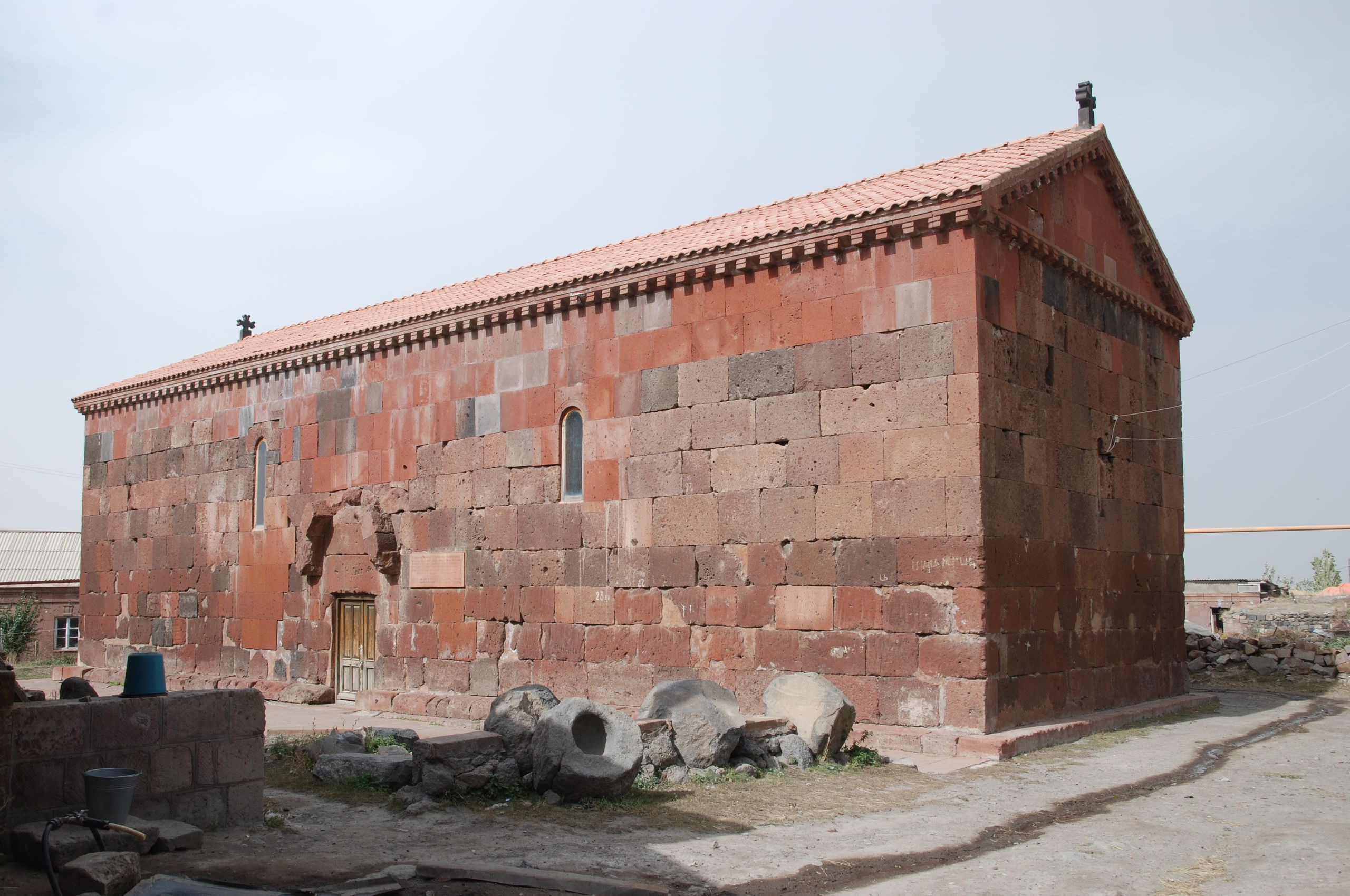
Kirche von Südosten

Die Kirche steht eng zwischen Wohnhäusern wenige Meter links vom Hauptplatz in der Ortsmitte. Es handelt sich um eine langgestreckte einschiffige Halle mit Tonnengewölbe, das durch drei Gurtbögen, die von Wandpfeilern getragen werden, in vier Joche von 3,6 Metern Länge und 5,4 Metern Breite gegliedert ist. Im Osten schließt sich eine etwas in der Breite reduzierte hufeisenförmige Apsis an. Ihre Tiefe beträgt 3,2 Meter. Die äußere Grundform ist ein schlichtes Rechteck von 22,4 × 8,2 Metern. Die Außenwände sind mit 1,4 Metern sehr massiv. Sie erheben sich außen 5,2 Meter ab einem knappen zweistufigen Sockel (Krepis) bis zur Traufkante. Die Wandhöhe beträgt innen 4,8 Meter bis zum Bogenansatz. Josef Strzygowski nahm ergänzend zu diesen Maßangaben ein 1,55 Meter hohes Tonnengewölbe an, das bei seinem Besuch 1913 vollständig fehlte und erst nach der Jahrtausendwende rekonstruiert wurde. Die beiden Zugänge liegen in der Mitte der West- und der Südwand.
Die für Armenien einzigartig gut erhaltene Saalkirche wird ins 5. oder 6. Jahrhundert datiert. Historische Quellen oder Inschriften gibt es nicht. Die Datierung erfolgt nach Stilmerkmalen. Einen Anhaltspunkt bietet der Portalvorbau mit einem hufeisenförmigen Dach am Südeingang, der in Ansätzen noch vorhanden ist. Er entspricht denjenigen an den Basiliken von Jereruk (Yererouk) bei Anipemza (Provinz Schirak) und Aparan, die beide in das 5. oder 6. Jahrhundert datiert werden. Der Bogen über dem Fenster der Westseite kommt ähnlich an der Tsiranawor-Basilika von Aschtarak aus der Mitte des 6. Jahrhunderts vor. Es wurde vermutet, die Kirche könnte über einem älteren heidnischen Tempel errichtet worden sein.
Die einfachen armenischen Saalkirchen haben wohl ihre Vorbilder bei den Hauskirchen in Syrien, von denen in Qirqbize auf dem Gebiet der Toten Städte das älteste bekannte Beispiel aus dem 4. Jahrhundert als Ruine erhalten geblieben ist. Auch wenn sie dieselbe rechteckige Grundform aufweisen, sind armenischen Saalkirchen in Größe und Gestaltungsdetails sehr unterschiedlich. Wie Lernakert über 20 Meter lang waren beispielsweise die einschiffigen Kirchen von Werischen (Verishen, bei Goris) und Jeghward (Provinz Aragazotn, 5.–6. Jahrhundert, geringe Reste), weniger als 8 Meter maßen eine Kirche in Awan (Stadtteil von Jerewan), in Pemzaschen und in Karenis (Provinz Kotajk). Bei den meisten ist die runde Apsis in eine außen gerade Ostwand eingebaut.
Das Baudekor außen besteht aus einem restaurierten Zahnschnittgesims an der Traufe und am Giebel. Der Sturz über den Rundbögen des Zwillingsfensters in der Westwand zeigt ein paralleles Linienmuster und darüber drei Medaillons im Flachrelief. Der über dem Südportal weit auskragende Rundbogen ist stark beschädigt. An der südlichen Längsseite sorgen zwei Rundbogenfenster und in der Apsis ein schmäleres Fenster für mäßig Licht. Die Nordwand besitzt nur ein Fenster in der Osthälfte.
Ein vor 1973 aufgenommenes Foto zeigt die Außenwände ohne Gewölbedach. Das Gebäude diente während der sozialistischen Zeit und bis nach 2000 als Heuschober. 2011 war die Kirche vollständig restauriert und mit einem Ziegeldach neu eingedeckt. Sie wird heute als Dorfkirche genutzt.